# Bitter Creek
Bitter Creek è un film del 1954 diretto da Thomas Carr.
È un western statunitense ambientato nella cittadina di Bitter Creek in Montana negli anni 1870. Vede come protagonista l'attore Bill Elliott, accreditato come Wild Bill Elliott, interprete di uno dei tanti western di serie B della Westwood Productions.

## Produzione
Il film, diretto da Thomas Carr su una sceneggiatura di George Waggner, fu prodotto da Vincent M. Fennelly per la Westwood Productions e girato nell'Iverson Ranch a Chatsworth e nel ranch di Corriganville a Simi Valley, California, dal 20 ottobre 1953.

## Distribuzione
Il film fu distribuito negli Stati Uniti dal 21 febbraio 1954 al cinema dalla Allied Artists Pictures.
Altre distribuzioni:
- in Germania Ovest l'11 novembre 1955 (Der Rächer von Montana)
- in Austria (Der Rächer von Montana)
- in Brasile (Vingança Inexorável)

## Promozione
La tagline è: MARKED FOR MURDER.